# 레이 데이비스 (야구 선수)
레이 데이비스(영어: Ray Davies, 1973년 2월 6일 ~ )는 미국의 야구 선수이다. KBO 리그의 롯데 자이언츠에서 활동했으며 데뷔 첫 해부터 2년 동안 전천후로 굴려진 탓인지 2001년 구위가 예전보다 많이 떨어졌던 데다 무리하게 구속을 끌어올리려다가 팔꿈치 부상을 당하여 시즌 도중 퇴출된 기론의 대체 선수로 영입됐지만 1승 5패 ERA 5.36에 그쳐 이 해를 끝으로 한국을 떠났다.
1. ↑  신수건 (2001년 7월 8일). “기론, 끝내 퇴출 롯데 `팔꿈치 부상 부담`”. 국제신문. 2022년 7월 12일에 확인함.